# Viscount Dillon

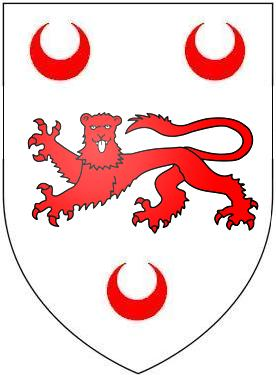
Wappen der Viscounts Dillon

Viscount Dillon, of Costello-Gallen in the County of Mayo, ist ein erblicher britischer Adelstitel in der Peerage of Ireland.

## Verleihung und Geschichte des Titels
Der Titel wurde am 16. März 1622 für den hiberno-normannischen Grundbesitzer und Militärführer Theobald Dillon geschaffen. Sein Urenkel, der 7. Viscount kämpfte ab 1688 während der Glorious Revolution auf der Seite des katholischen Königs Jakob II., fiel 1691 Schlacht von Aughrim wurde dafür 1691 geächtet. Sein ältester Sohn Henry erwirkte 1694 die Wiederherstellung des Titels für sich als 8. Viscount. Dessen Bruder Hon. Arthur Dillon machte ab 1690 Karriere beim französischen Militär und erhielt 1711 von König Ludwig XIV. den französischen Grafentitel Comte Dillon. Zudem erhob ihn auch der jakobitische Thronprätendent Jakob III. 1721 zum Earl Dillon; letzterer Titel fand infolge des Scheiterns aller jakobitischen Restitutionsversuche jedoch keine Anerkennung. Der Sohn des Comte, Charles Dillon, Comte Dillon, beerbte 1737 seinen Cousin, den 9. Viscount, als 10. Viscount Dillon.
Heutiger Titelinhaber ist Henry Dillon als 22. Viscount.

## Liste der Viscounts Dillon (1622)
- Theobald Dillon, 1. Viscount Dillon († 1624)
- Lucas Dillon, 2. Viscount Dillon (1610–1629)
- Theobald Dillon, 3. Viscount Dillon (1629–1630)
- Thomas Dillon, 4. Viscount Dillon (1615–1672)
- Thomas Dillon, 5. Viscount Dillon († 1674)
- Lucas Dillon, 6. Viscount Dillon († 1682)
- Theobald Dillon, 7. Viscount Dillon († 1691) (Titel verwirkt 1691)
- Henry Dillon, 8. Viscount Dillon († 1713) (Titel wiederhergestellt 1694)
- Richard Dillon, 9. Viscount Dillon (1688–1737)
- Charles Dillon, 10. Viscount Dillon (1701–1741)
- Henry Dillon, 11. Viscount Dillon (1705–1787)
- Charles Dillon, 12. Viscount Dillon (1745–1813)
- Henry Dillon, 13. Viscount Dillon (1777–1832)
- Charles Dillon, 14. Viscount Dillon (1810–1865)
- Theobald Dillon, 15. Viscount Dillon (1811–1879)
- Arthur Dillon, 16. Viscount Dillon (1812–1892)
- Harold Dillon, 17. Viscount Dillon (1844–1932)
- Arthur Dillon, 18. Viscount Dillon (1875–1934)
- Eric Dillon, 19. Viscount Dillon (1881–1946)
- Michael Dillon, 20. Viscount Dillon (1911–1979)
- Charles Dillon, 21. Viscount Dillon (1945–1982)
- Henry Dillon, 22. Viscount Dillon (* 1973)

Voraussichtlicher Titelerbe (Heir Presumptive) ist der Cousin des aktuellen Titelinhabers Thomas Dillon (* 1983).